# Саж, Пьер
Пьер Саж (фр. Pierre Sage; род. 5 мая 1979, Лонс-ле-Сонье, Юра, Бургундия — Франш-Конте, Франция) — французский футбольный тренер.

## Тренерская карьера
Воспитанник любительского клуба «Белле», в академии которого занимался с 6 до 24 лет. В 2001 году стал игроком «Пластикс Валле», где занимал пост спортивного координатора. В 2002 году проходил годовую стажировку скаутом в клубе «Шатору». В августе 2003 года занимал пост технического директора «Пластикс Валле».
В 2007 году перешёл в «Бурк-ан-Брес — Перонна», заняв место начальника команды. Спустя шесть лет, впервые занял пост главного тренера в Шамбери, после этого был начальником команды «Седан» и ассистентом главного тренера в Лион Дюшер.
В 2019 году впервые стал тренером молодёжной команды «Олимпик Лион». В 2022 году стал ассистентом Хабиба Бея в «Ред Стар», в июне 2023 года покинул команду. В июле того же года вернулся в молодёжную академию клуба. 30 ноября был назначен исполняющим обязанности после увольнения Фабио Гроссо. В январе 2024 года был утверждён главным тренером до конца сезона, по итогам которого клуб квалифицировался в Лигу Европы УЕФА и вышел в финал Кубка Франции.